# Noirisme
Noirisme ou Noirismo é uma ideologia política populista que surgiu no Haiti no final da década de 1920 durante a ocupação estadunidense. Preconiza a valorização da herança africana no Haiti e o controle total do Estado pela maioria popular negra. Essa ideologia se opõe ao mulatismo que defende o controle do Haiti pela elite "mulata".
Foi um dos principais movimentos políticos e culturais que se desenvolveram no Haiti após o fim da ocupação dos Estados Unidos. Baseou-se no movimento que pedia uma maior incorporação da cultura haitiana local na vida social e política. Os defensores do Noirisme, também conhecidos como Noiristes, acreditavam que o problema mais básico no Haiti é o domínio de uma minoria, classe dominante mulata que usa o Estado para oprimir a maioria negra e manter o poder. Os Noiristes desempenharam um papel proeminente na formação da política haitiana após a derrubada do presidente Élie Lescot. Sua influência culminou na eleição de Dumarsais Estimé como presidente em 1946 e na eleição de François Duvalier como presidente em 1957. O Noirisme foi então usado durante o regime Duvalier para manter o apoio e a legitimidade durante uma era de forte repressão.